# Metabólito
Metabólito (ou metabolito) é o termo utilizado em farmacologia e bioquímica, em especial na farmacocinética, para um produto do metabolismo de uma determinada molécula ou substância. O organismo metaboliza substâncias por diversas vias, principalmente no fígado, gerando metabólitos que podem ser:
- Inativos: não mantêm nenhuma atividade relacionada à substância original.
- Ativos: mantêm atividade relacionada à substância original. Algumas vezes, os metabólitos são até mais potentes.